# Економічне регулювання
Регулюва́ння (економі́чне) — державні правила і закони, призначені для контролю за поведінкою фірм, підприємств та інших суб'єктів економіки.
У економіці розрізняють бюджетне, валютне, монетарне, податкове регулювання, протекціонізм, локалізацію, створення вільних економічних зон , створення державних підприємств та інші форми економічного регулювання. 
Економічне регулювання поширюється на ціни, створення нових підприємств і вихід їх на ринок чи на послуги, надані визначеною галуззю, наприклад, на телефонний зв'язок.
Принципом, який обгрунтовує економічне регулювання (взагалі — втручання держави в економіку) — неспроможність ринку (фіаско ринку), тобто виправлення помилок ринкового механізму. Тобто, економічне (державне) регулювання може бути доцільним тільки якщо добровільний обмін (ринок) не вирішує задачі оптимального розподілу ресурсів. Економічне регулювання завжди породжує викривлення у роботі ринкового механізму.
Економічне регулювання є синонімом ринкового (економічного) інтервенціоналізму — державного втручання в економіку в різноманітних формах.